# Coccineorchis
Coccineorchis é um género botânico pertencente à família das orquídeas (Orchidaceae).

## Espécies
1. Coccineorchis bracteosa (Ames & C.Schweinf.) Garay, Bot. Mus. Leafl. 28: 306 (1980 publ. 1982).
2. Coccineorchis cernua (Lindl.) Garay, Opera Bot., B 9(225: 1): 237 (1978).
3. Coccineorchis cristata Szlach., Rutk. & Mytnik, Ann. Bot. Fenn. 41: 482 (2004).
4. Coccineorchis dressleri Szlach., Rutk. & Mytnik, Ann. Bot. Fenn. 41: 481 (2004).
5. Coccineorchis navarrensis (Ames) Garay, Bot. Mus. Leafl. 28: 306 (1980 publ. 1982).
6. Coccineorchis standleyi (Ames) Garay, Bot. Mus. Leafl. 28: 306 (1980 publ. 1982).
7. Coccineorchis warszewicziana Szlach., Rutk. & Mytnik, Ann. Bot. Fenn. 41: 480 (2004).